# Mundelsheim
Mundelsheim es un municipio en el  alemán estado de Baden-Wurtemberg. Se encuentra en el Distrito de Luisburgo, a unos 30 km al norte de Stuttgart y a 20 km al sur de Heilbronn, en el río Neckar. Pertenece a la Región Metropolitana de Stuttgart.

## Localización
Se ubica a orillas del río Neckar, unos 10 km al norte de la capital distrital Luisburgo.

## Historia
Alrededor de la época del nacimiento de Cristo, alrededor del valle del Neckar estaba poblado por los celtas. Con la invasión romana, el área se incorporó al Imperio Romano. Desde el reinado de los restos romanos de un templo mitraico testifican en los terrenos de la zona industrial Ottmarsheimer Höhe. Este templo perteneció a un extenso asentamiento romano, que se ha estudiado desde la década de 1990 allí para asegurar las excavaciones de la Oficina de Antigüedades y Monumentos del estado de Baden-Württemberg. Se ha descubierto una villa romana durante la construcción de la autopista federal 81.
En el año 500 d. C., comenzó el gobierno de los alamanes un noble alamánico llamado Mundolf, quien dio al lugar su nombre actual: "Mundolfsheim", lo que en el idioma cambió a lo largo de los siglos a "Mundelsheim". En 1245, el lugar "Mundelsheim" se menciona por primera vez en los registros. Después de la desintegración del Ducado de Suabia la comunidad pasó a manos del Margrave de  Baden. Esto le dio el feudo de los Señores de Urbach del siglo XIII. En 1422, el emperador Sigismund Mundelsheim otorgó la ley municipal. Los Señores de Urbach participaron en muchos robos a comerciantes ambulantes. Por lo tanto, las ciudades imperiales de Heilbronn y Schwäbisch Hall se movieron en 1440 antes con un ejército de 600 hombres a caballo contra Mundelsheim y destruyeron la comunidad.
1595 Mundelsheim fue vendido a la Casa de Württemberg. Hasta 1806 fue la sede de Mundelsheim de un distrito urbano que surgió primero en la oficina del distrito rural de Beilstein y luego en la oficina del distrito rural de Marbach. Cuando se disolvió en 1938 en el curso de la reforma municipal, la comunidad cayó al distrito rural de Ludwigsburg, donde ahora pertenece.

## Demografía
A 31 de diciembre de 2015 tiene 3276 habitantes.

## Religión
Si bien la Reforma había prevalecido en los municipios vecinos de Württemberg desde 1534, los distritos de Baden como Mundelsheim y Besigheim no siguieron su ejemplo hasta mucho más tarde. Después de la Paz de Augsburgo en 1555, el margrave Karl II de Baden-Durlach implementó un credo uniforme en su dominio e introdujo la fe protestante en 1556. Hoy la parroquia protestante de Mundelsheim pertenece a la parroquia de Marbach.
También está la parroquia católica de St. Wolfgang en Mundelsheim y una parroquia de la Iglesia Nueva Apostólica.

## Escudo de armas y bandera
El escudo de armas municipal muestra una mano derecha plateada levantada en rojo debajo de un poste de ciervo negro tendido. El escudo de armas se introdujo después de la transición a Württemberg y probablemente muestra una mano levantada para jurar a los sujetos. La vara de ciervo significa pertenecer a Württemberg.
La bandera municipal es blanca y roja y fue otorgada el 4 de agosto de 1980.

## Cultura y lugares de interés

### Edificios

#### Nikolauskirche
Nikolauskirche fue una capilla hasta 1602 y se expandió como una  iglesia en ese momento. En 1836 la torre fue demolida y construida con piedra arenisca de estilo neoclásico. Un objeto precioso en el interior es el órgano Weimer de 1784.

#### Kilianskirche
Ya en 1247, la iglesia de Saint Kilian fue mencionada en un documento papal y pertenecía al monasterio del coro de mujeres de Oberstenfeld. Muy dañada por un ejército de las ciudades imperiales libres de Heilbronn y Hall en 1440 y reconstruida en la forma más grande actual, alberga frescos del gótico tardío de los años 1460 a 1470 que vale la pena ver.

#### Grossbottwarer Tor
Como señal de la puerta de la ciudad concedida en 1422, Mundelsheim fue fortificada por puertas, muros y zanjas. La única puerta conservada es Grossbottwarer Tor. Formaba parte de las fortificaciones y al mismo tiempo la residencia oficial del "portero".

#### Farmacia Hölderlin
La casa fue construida en 1747 por el pastor Magister Johann Leonhard Hölderlin (tío del poeta Friedrich Hölderlin). El edificio enlucido de dos pisos tiene un techo abuhardillado a cuatro aguas de estilo barroco. Una  farmacia ha estado operando aquí desde 1832, lo que dio nombre al edificio.

#### Panadería municipal
La más antigua de las dos panaderías municipales restantes se construyó en 1838 debido a una orden ducal para la prevención de incendios. Todavía se usa regularmente como panadería en la actualidad.

### Visita guiada histórica
La visita guiada histórica con 24 objetos en el centro y otras atracciones en el área al aire libre proporciona una visión de la historia del lugar. El recorrido comienza en la plaza del mercado frente al centro comunitario. Hay un tablero de información en el que se enumeran todos los objetos. En los edificios y monumentos hay letreros con breves explicaciones.

### Museo en el granero del diezmo
La sociedad de historia "Geschichtsverein Mundelsheim" ha instalado en el antiguo granero del diezmo del monasterio de Oberstenfeld una exposición Viticultura. En tableros de anuncios y vitrinas se explica a los visitantes el trasfondo histórico. Como estaciones adicionales, se establecen un taller de fabricante de barriles y un taller de ruedero.

## Economía e Infraestructura

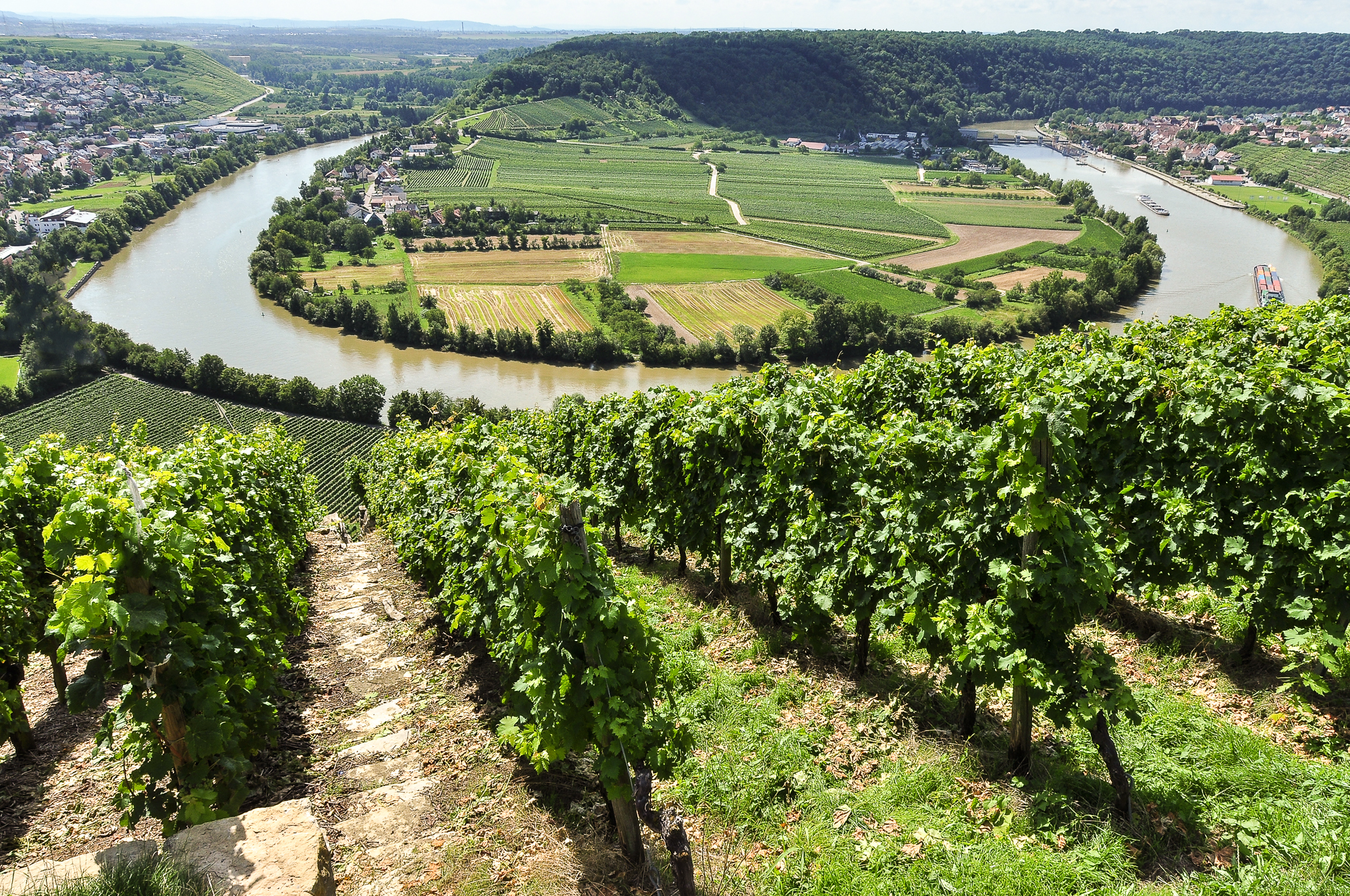
La famosa vista desde Käsberg: el cambio de sentido del Neckar. A la izquierda, el municipio de Mundelsheim y, a la derecha, Hessigheim.

La economía de Mundelsheim, como la de toda la región, se caracteriza por el cultivo del vino y la fruta. Un lugar de vinos muy conocido es el Mundelsheimer "Käsberg". Al igual que las otras ubicaciones "Mühlbächer" y "Rozenberg", pertenece a la gran ubicación de Schalkstein en las tierras bajas de Württemberg (Württembergisch Unterland) en la  región vinícola de Württemberg.

### Tráfico
Mundelsheim está conectado con el tráfico ferroviario a través de conexiones de autobús a Besigheim y  Freiberg. Besigheim tiene una estación de tren en el Ferrocarril de Franconia (Stuttgart - Würzburg). Freiberg es servida por la línea S4 (Backnang - Marbach - Stuttgart) del Stuttgart S-Bahn.
Mundelsheim se encuentra directamente en la autopista A 81 Heilbronn - Stuttgart con su propia salida de la autopista.
También se puede llegar a Mundelsheim en barco. El "Neckar-Personenschifffahrt" mantiene un embarcadero directamente en la "Ruta ciclista del valle del Neckar".

### Periódico
Mundelsheim Aktuell, el boletín y órgano de notificación pública del municipio, aparece una vez a la semana los viernes. El Bietigheimer Zeitung, el Ludwigsburger Kreiszeitung, el Neckar- und Enzbote, el Marbacher Zeitung y el Stuttgarter Zeitung informan periódicamente sobre los acontecimientos actuales en Mundelsheim.

### Instituciones públicas y sociales

#### Jardines de infancia
Hay tres  jardines de infancia en Mundelsheim: los dos jardines de infancia comunitarios "Seelhofen" y "Dammweg", así como un jardín de infancia protestante.

#### Biblioteca local
La  biblioteca local está en la vieja escuela. Libros para niños y jóvenes, literatura para adultos, libros informativos de no ficción, guías de viaje y libros sobre temas de educación, salud, mascotas, jardinería, artesanías, cocina y repostería están disponibles para los lectores. También se pueden pedir prestados audiolibros, CD y juegos.

#### Baño al aire libre
El  baño al aire libre, que está abierto en los meses de verano desde principios de mayo hasta mediados de septiembre, tiene una ubicación idílica en el río Neckar. Las ventajas del pequeño baño al aire libre son el agua cristalina y rica en minerales con temperaturas agradables, una tranquilidad relajante y una zona de juegos para niños de interesante diseño. Es posible jugar al voleibol de playa, al futbolín y al ping-pong. Hay un quiosco en la zona de entrada. Las plazas de aparcamiento están en las inmediaciones.

#### Casa de retiro urbana
Mundelsheim tiene un centro de cuidados en forma de casa de retiro urbana del Alexander Stift. Combina lugares de atención hospitalaria y lugares de atención a corto plazo bajo un mismo techo. También hay apartamentos para personas mayores asistidas.

#### Ayudantes en el sitio
Desde mayo de 2016, la brigada de bomberos voluntarios de Mundelsheim también ha sido una unidad de emergencia médica en el lugar. Su tarea es brindar atención a los pacientes de emergencia lo más rápido posible antes de que llegue el servicio de ambulancia.

#### Instituciones de la Iglesia
El protestante Nikolauskirche se encuentra en Schulgasse, al igual que la oficina parroquial. La casa de la YMCA en Kappelstrasse sirve como centro comunitario. La Kilianskirche protestante se encuentra en el cementerio en la esquina de Kirchhofgasse y Kilianstrasse.
La Iglesia Católica de St. Wolfgang con el centro comunitario se encuentra en Amselweg.
La Iglesia Nueva Apostólica está en la calle Fischerwert.

### Educación
La "Escuela Georg Hager" fue una escuela primaria y secundaria hasta el final del año escolar 2014/15. Después de la eliminación de la escuela secundaria, la "Escuela Georg Hager" es ahora una escuela primaria voluntaria de todo el día. Las escuelas secundarias pueden, por ejemplo, en Besigheim, Freiberg o Marbach se pueden visitar.

### Turismo
Hay numerosas rutas de senderismo en Mundelsheim, incluida la Käsbergweg con vistas al famoso circuito del río Neckar, así como cinco rutas de senderismo de vino y frutas, seis rutas de senderismo por el bosque y una ruta de senderismo por el agua.
Mundelsheim se encuentra en la "ruta ciclista del valle del Neckar", que va desde Villingen-Schwenningen pasando por Horb, Tübingen, Stuttgart, Heilbronn y Heidelberg a Mannheim durante unos 410 km a lo largo del río Neckar. 